# Konrad-Adenauer-Haus (Berlin)

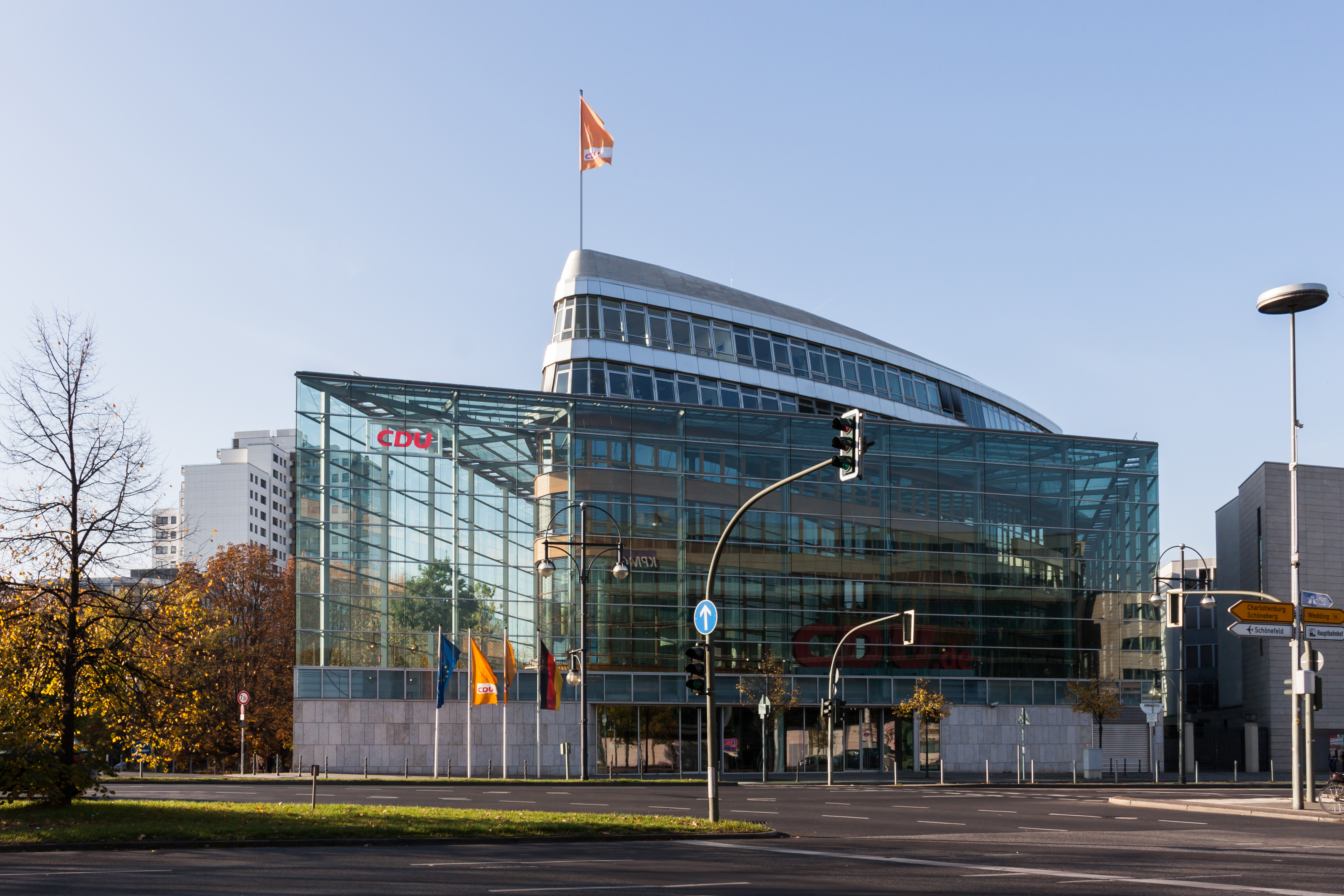
Konrad-Adenauer-Haus in Berlin-Tiergarten

Das Konrad-Adenauer-Haus ist die Bundesgeschäftsstelle der CDU im Berliner Ortsteil Tiergarten des Bezirks Mitte. Das Gebäude in der Klingelhöferstraße 8 ist in Deutschland aufgrund seiner markanten Architektur als Hintergrundbild in Nachrichtensendungen und Reportagen eine vertraute Ansicht. Entworfen hat das Gebäude das Düsseldorfer Architekturbüro Petzinka Pink und Partner, Bauherr war Klaus Groth.

## Geschichte
Infolge des Regierungsumzugs von Bonn nach Berlin erwies es sich als nötig, dass auch die Parteizentralen die Verlegung vom Rhein an die Spree vornahmen. Für die CDU bedeutete das die Aufgabe ihrer Bonner Parteizentrale, die bereits den Namen Konrad-Adenauer-Haus trug.
Der CDU-Bundesvorstand entschied sich am 30. Juni 1997 für das Tiergarten-Dreieck als Sitz der neuen Parteizentrale und begründete dies mit dem Standort in der neuen politischen Mitte Berlins, umgeben von dem Schloss Bellevue und dem Bundespräsidialamt, dem Regierungsviertel sowie Botschaften, wissenschaftlichen Einrichtungen und einigen Vertretungen der Länder beim Bund. Auch die Berliner Zentrale der Konrad-Adenauer-Stiftung befindet sich in unmittelbarer Nachbarschaft zur Parteizentrale.
Nach knapp zweijähriger Bauzeit weihte die Parteivorsitzende Angela Merkel das Gebäude am 16. Juni 2000 ein, das wieder nach dem langjährigen Parteivorsitzenden Konrad Adenauer benannt wurde; bezugsfertig war es am 3. Juli des gleichen Jahres.

## Gebäude
Die oberen Etagen des Stahl-Glas-Baues erhielten die Form eines Schiffsrumpfes und deuten damit auf die Funktion der Parteizentrale als lenkende Einheit hin. Der Bau besitzt eine Nutzfläche von 5500 m², ist sechs Stockwerke hoch und hat einen Grundriss in Rhomboid-Form. Er bietet Platz für mehrere Hundert Mitarbeiter. Im Erdgeschoss gibt es verschiedene Veranstaltungsräume.

Außenansichten des Gebäudes
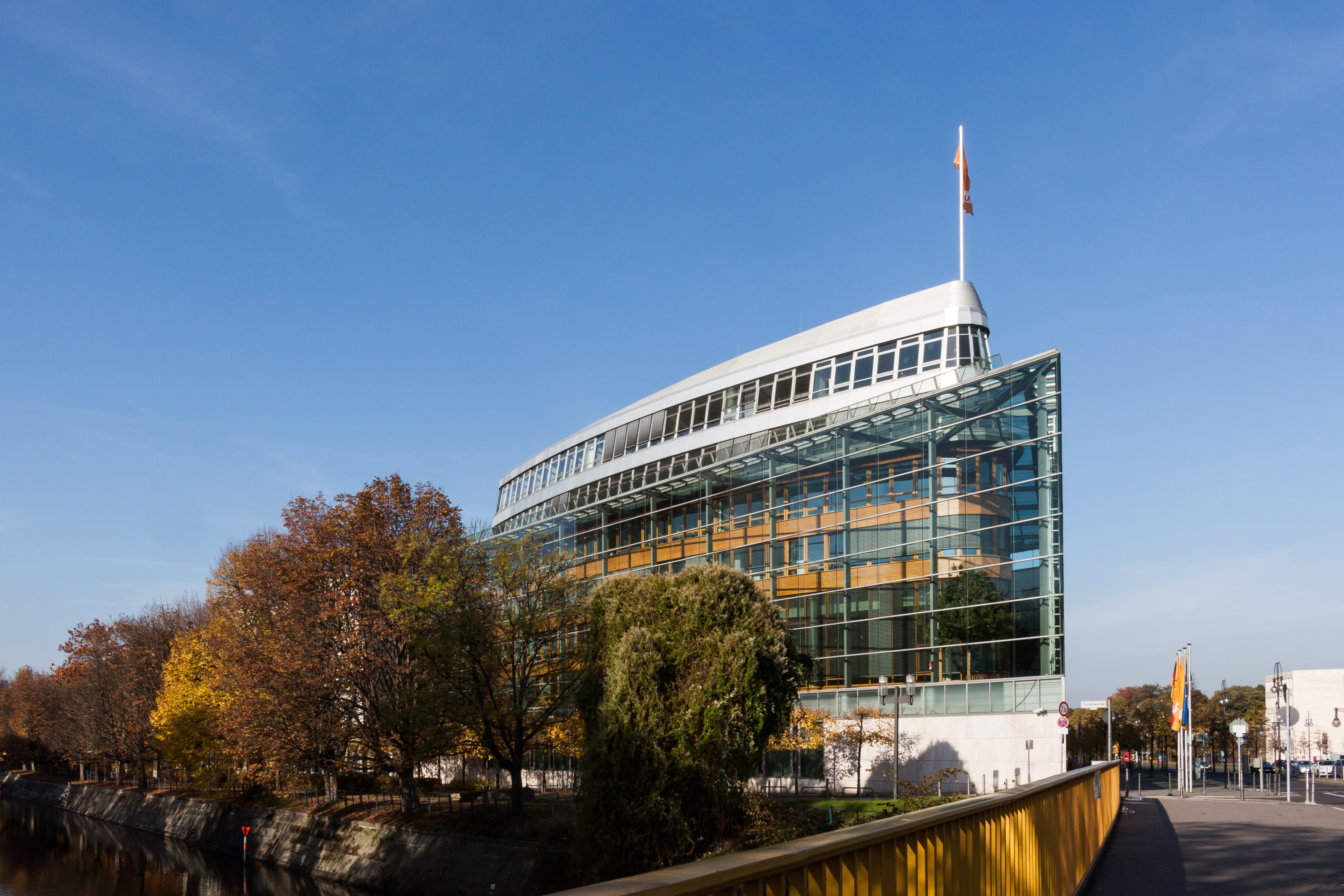
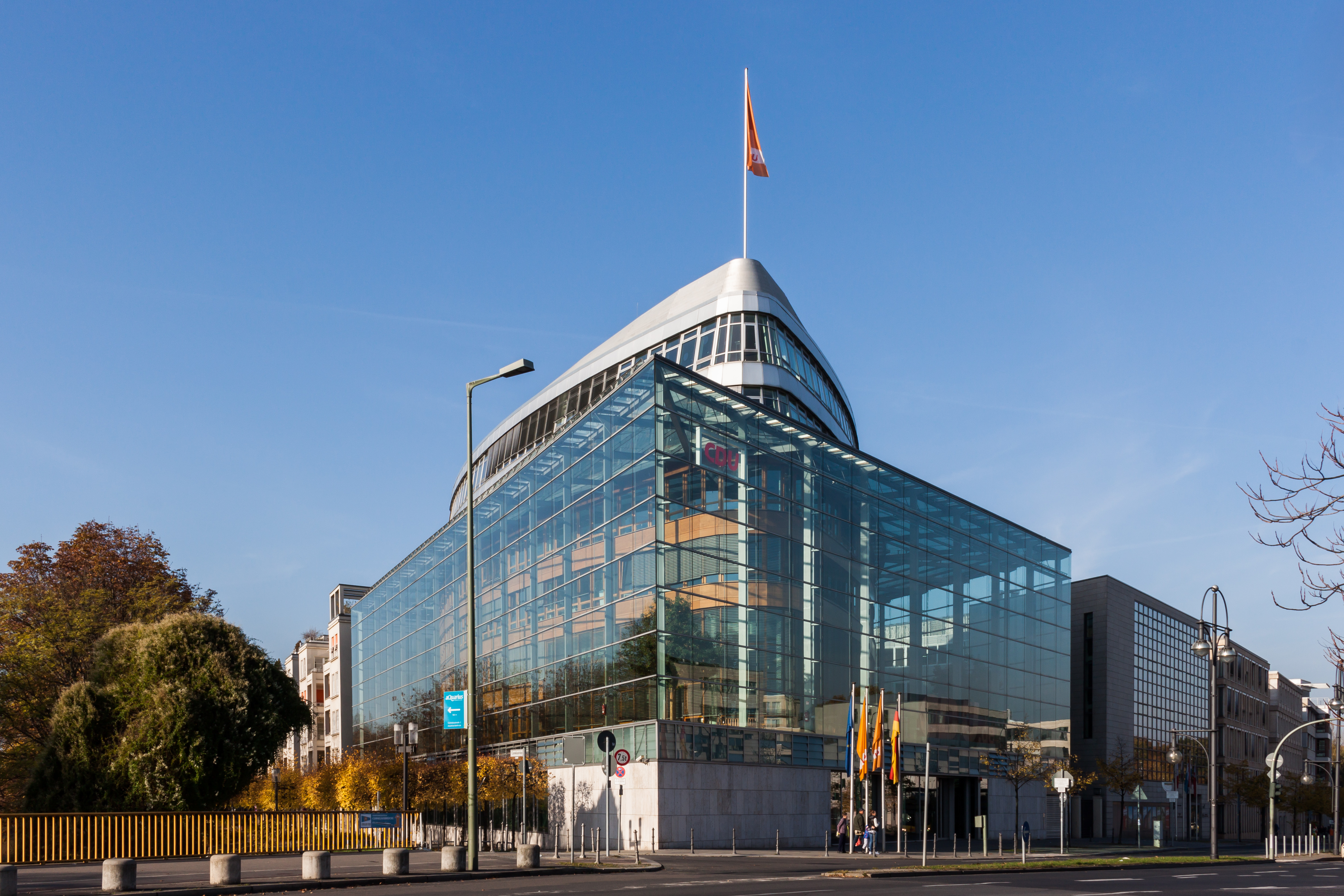
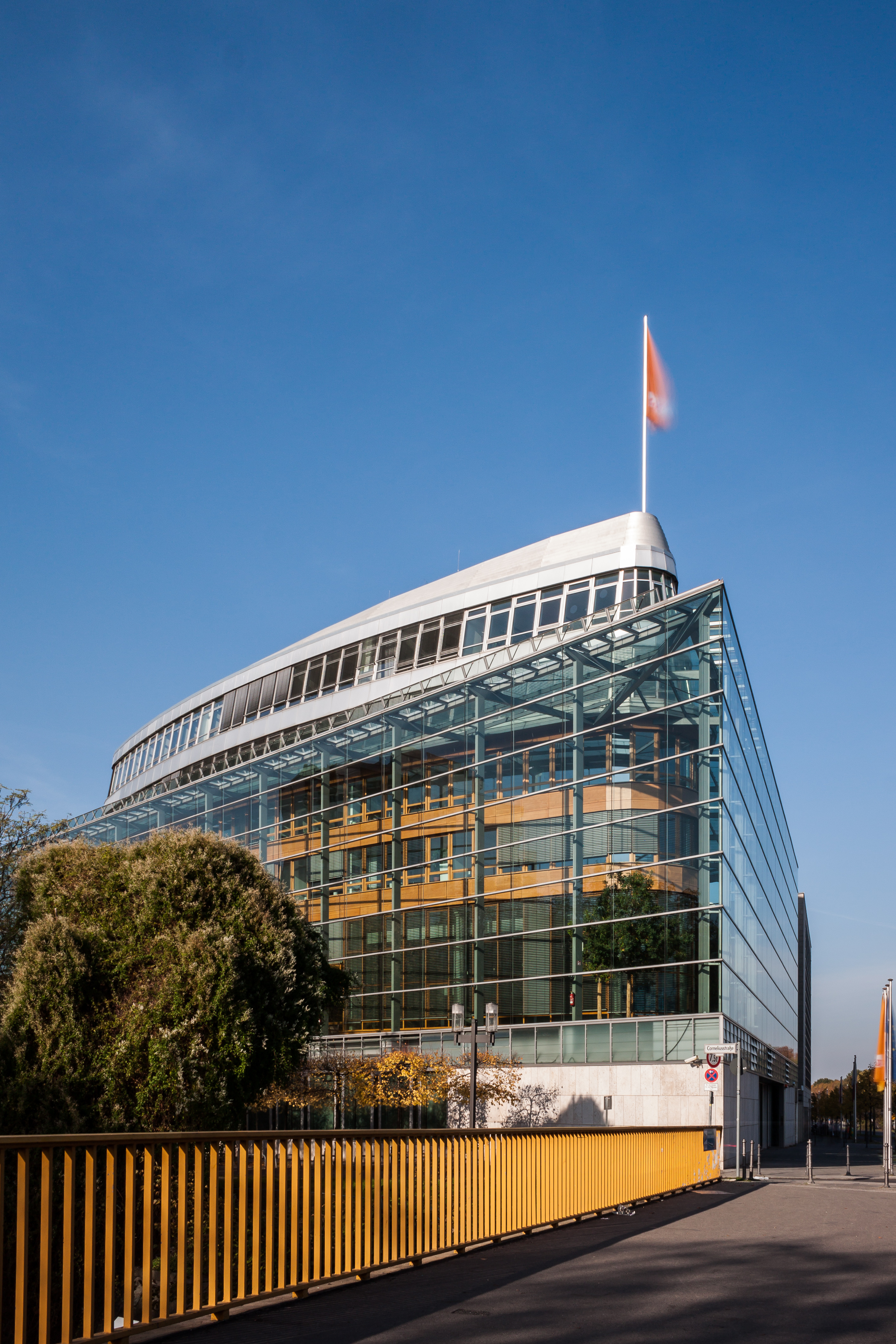